# Lâm Bân
Lâm Bân (tiếng Trung: 林斌; bính âm: Lín bīn; sinh năm 1961) là một doanh nhân người Trung Quốc, đồng sáng lập và phó chủ tịch của Xiaomi.
Lâm Bân tốt nghiệp khoa điện tử vô tuyến của Đại học Trung Sơn. Sau đó, ông nhận bằng thạc sĩ khoa học máy tính tại Đại học Drexel. Sau khi tốt nghiệp, Lâm Bân bắt đầu làm việc tại Microsoft, nơi ông làm việc trên Internet Explorer. Từ năm 2006 đến năm 2010, Lâm Bân làm giám đốc kỹ thuật tại Google. Năm 2010, ông cùng với Lôi Quân thành lập công ty Xiaomi. Năm 2019, ông trở thành phó chủ tịch của công ty.
Lâm Bân lọt vào Danh sách tỷ phú Forbes năm 2022 với tài sản ước tính 5,1 tỷ đô la và chiếm vị trí thứ 536.